# Красивомошка Ліндберга
Красивомошка Ліндберга (Calliergonella lindbergii) — вид мохів порядку гіпнобрієвих (Hypnales).

## Поширення
Ареал охоплює такі частини світу: Європа, Північна Америка, Азія.

## Характеристика

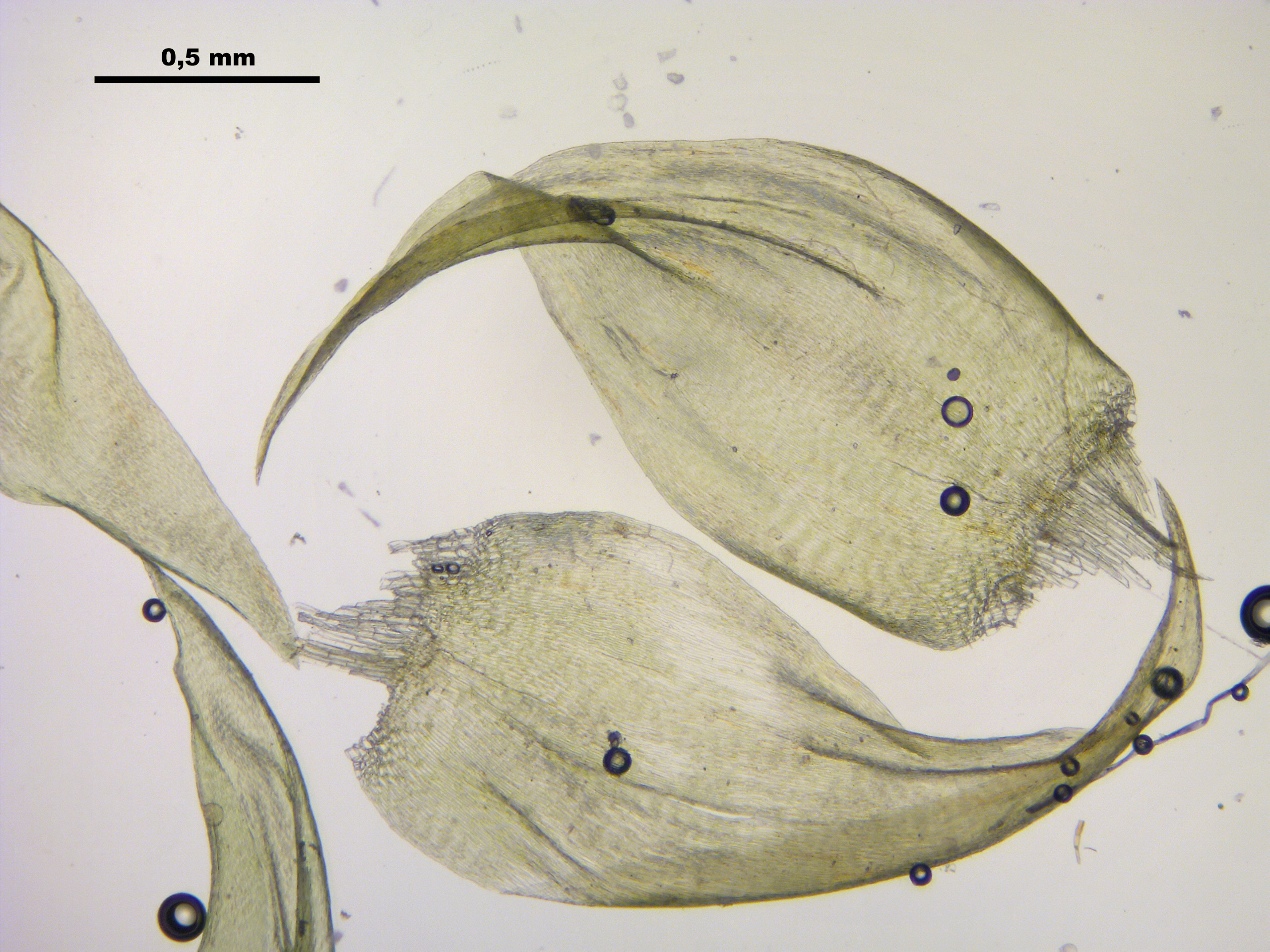